# Lê Ngọc Quang
Lê Ngọc Quang (sinh ngày 21 tháng 1 năm 1974) là một chính khách người Việt Nam. Ông hiện là Ủy viên Ban Chấp hành Trung ương Đảng Cộng sản Việt Nam khóa XIII, Bí thư Tỉnh ủy Quảng Trị. Ông nguyên là Bí thư Đảng ủy, Tổng Giám đốc Đài Truyền hình Việt Nam.

## Xuất thân
Ông Lê Ngọc Quang sinh ngày 21 tháng 1 năm 1974, quê quán tại Phường Thiệu Dương, Thành phố Thanh Hóa, tỉnh Thanh Hóa. Ông có trình độ chuyên môn Cử nhân Báo chí, tốt nghiệp khoa Báo chí, Trường Đại học Tổng hợp Hà Nội năm 1995.

## Sự nghiệp
Trước tháng 11 năm 2019: Trưởng ban Thời sự, Đài Truyền hình Việt Nam.
Ngày 11 tháng 11 năm 2019: Thủ tướng Chính phủ Nguyễn Xuân Phúc ký Quyết định số 1595/QĐ-TTg bổ nhiệm giữ chức vụ Phó Tổng Giám đốc Thường trực Đài Truyền hình Việt Nam.
Tháng 12 năm 2019: ông kiêm Ủy viên Ủy ban An toàn giao thông Quốc gia.
Tháng 1 năm 2020: ông kiêm thành viên Ủy ban Quốc gia phòng, chống AIDS và phòng, chống tệ nạn, ma túy, mại dâm.
Ngày 18 tháng 8 năm 2020: Bí thư Đảng ủy Đài Truyền hình Việt Nam nhiệm kỳ 2020 - 2025.
Ngày 30 tháng 1 năm 2021, tại Đại hội đại biểu toàn quốc lần thứ XIII của Đảng Cộng sản Việt Nam, ông được bầu là Ủy viên Ban Chấp hành Trung ương Đảng Cộng sản Việt Nam khóa XIII nhiệm kỳ 2021-2026.
Ngày 22 tháng 3 năm 2021: Tại Quyết định 408/QĐ-TTg, Thủ tướng Chính phủ Nguyễn Xuân Phúc bổ nhiệm ông Lê Ngọc Quang, Ủy viên Trung ương Đảng, Bí thư Đảng ủy, Phó Tổng Giám đốc Thường trực Đài Truyền hình Việt Nam, giữ chức vụ Tổng Giám đốc Đài Truyền hình Việt Nam thay cho Nhà báo Trần Bình Minh mới nghỉ hưu.
Ngày 31 tháng 10 năm 2024, tại Tỉnh ủy Quảng Bình, Trưởng Ban Tổ chức Trung ương Lê Minh Hưng trao Quyết định số 1626-QĐ/TW ngày 25/10/2024 của Bộ Chính trị về việc điều động, phân công, chỉ định ông Lê Ngọc Quang, Ủy viên Trung ương Đảng, Tổng Giám đốc Đài Truyền hình Việt Nam tham gia Ban Chấp hành, Ban Thường vụ và giữ chức Bí thư Tỉnh ủy Quảng Bình, nhiệm kỳ 2020 - 2025.
Ngày 30 tháng 06 năm 2025, ông Lê Ngọc Quang, được chỉ định làm Bí thư Tỉnh ủy Quảng Trị mới sau khi sáp nhập hai tỉnh Quảng Bình và Quảng Trị.